# Parnaiba Aeroporto
Parnaiba Aeroporto är en flygplats i Brasilien.   Den ligger i kommunen Parnaíba och delstaten Piauí, i den nordöstra delen av landet, 1 600 km norr om huvudstaden Brasília. Parnaiba Aeroporto ligger 4 meter över havet.
Terrängen runt Parnaiba Aeroporto är mycket platt. Runt Parnaiba Aeroporto är det ganska glesbefolkat, med 29 invånare per kvadratkilometer.. Närmaste större samhälle är Parnaíba, 5,1 km väster om Parnaiba Aeroporto. 
Omgivningarna runt Parnaiba Aeroporto är huvudsakligen savann.